# Toshikazu Yamanishi
Toshikazu Yamanishi (山西 利和, Yamanishi Toshikazu, né le 15 février 1996) est un athlète japonais, spécialiste de la marche, champion du monde du 20 km en 2019 à Doha et en 2022 à Eugene et médaillé de bronze sur la même distance aux Jeux olympiques de 2020 à Tokyo.

## Carrière
En février 2017, sur 20 km marche, Toshikazu Yamanishi porte à Kobe son record personnel à 1 h 19 min 3 s. Il remporte la même année la médaille d'or sur la même distance lors de l'Universiade de Taipei, malgré une température ambiante de 35 °C et une très forte humidité, peu propices à une bonne performance (temps supérieur à 1 h 27 min 30 s).
Avec Kōki Ikeda et Isamu Fujisawa, il remporte la médaille d'or lors du 20 km des Championnats du monde par équipes 2018 à Taicang, puis décroche la médaille d'argent du 20 km marche aux Jeux asiatiques de Jakarta le 29 août 2018. 
Le 17 mars 2019, il s'impose sur le 20 km des championnats asiatiques de marche à Nomi au Japon en 1 h 17 min 15 s, nouveau record personnel et troisième meilleure performance de tous les temps sur cette distance. Le 4 octobre, il est sacré champion du monde du 20 km marche aux Championnats du monde d'athlétisme 2019 à Doha en 1 h 26 min 34 s.
Aux Jeux Olympiques de Tokyo en août 2021, Yamanishi s'adjuge la médaille de bronze en 1 h 21 min 28 s derrière l'Italien Massimo Stano et son compatriote Kōki Ikeda. Il est ainsi l'un des deux seuls athlètes japonais médaillés lors de ces Jeux Olympiques en athlétisme. 
Il conserve son titre planétaire lors des Mondiaux d'Eugene le 15 juillet 2022, grâce à une attaque dans le dernier kilomètre qui lui permet de devancer Kōki Ikeda et le Suédois Perseus Karlström. 
Le 16 février 2025 il bat le record du monde du 20 kilomètres marche en 1 h 16 min 10 s lors des championnats du Japon de marche à Kobe. Le record était détenu depuis 2015 par son compatriote Yusuke Suzuki.

## Palmarès
| Date | Compétition                     | Lieu    | Résultat | Épreuve      | Performance     |
| ---- | ------------------------------- | ------- | -------- | ------------ | --------------- |
| 2018 | Championnats du monde de marche | Taicang | 1er      | Par équipes  | 12 pts          |
| 2018 | Jeux asiatiques                 | Jakarta | 2e       | 20 km marche | 1 h 22 min 10 s |
| 2019 | Championnats du monde           | Doha    | 1er      | 20 km marche | 1 h 26 min 34 s |
| 2021 | Jeux olympiques                 | Tokyo   | 3e       | 20 km marche | 1 h 21 min 28 s |
| 2022 | Championnats du monde           | Eugene  | 1er      | 20 km marche | 1 h 19 min 7 s  |

## Records
| Épreuve         | Temps           | Date            | Lieu  |
| --------------- | --------------- | --------------- | ----- |
| 10 000 m marche | 39 min 24 s 49  | 13 mai 2017     | Osaka |
| 10 km marche    | 41 min 14 s     | 17 février 2013 | Kobe  |
| 20 km marche    | 1 h 16 min 10 s | 16 mars 2025    | Kobe  |